# Белотт, Пит
Питер «Пит» Джон Белотт (англ. Peter "Pete" John Bellotte; род. 28 августа 1943, Лондон, Англия) — английский продюсер и автор песен. Сотрудничал с Джанет Джексон, Элтоном Джоном, Клиффом Ричардом, Shalamar, Тиной Тёрнер, Мирей Матьё, The Three Degrees и другими. Широкую известность ему принесло сотрудничество с американской «королевой диско» Донной Саммер и Джорджо Мородером. При его участии были созданы такие супер-хиты Саммер как «Hot Stuff», «I Feel Love», «Love to Love You Baby» и многие другие. Пит дважды номинировался на премию «Грэмми» как продюсер года. 
20 сентября 2004 года Белотт был представлен в Зале славы танцевальной музыки.